# Rosa María Aponte
Rosa María Aponte, née le 1er décembre 1957 à Pasca dans le département de Cundinamarca, est une coureuse cycliste colombienne sur route et sur piste.

## Biographie
| Image externe |                              |
|               | Rosa María Aponte au départ. |

Rosa María est née le 1er décembre 1957 à Pasca, dans l'État de Cundinamarca. À l'âge de 6 ans, elle part pour Bogota avec Mariana Castellanos, une femme aisée plus agée qui propose d'aider ses parents, Oliverio Aponte et Custodia Cortés, à éduquer leurs enfants en échange de tâches ménagères. 
Elle les aida un par un, cinq filles et quatre garçons, jusqu'à ce qu'ils réussissent tous. Avec elle, Rosa María s'intéresse au sport. Elle pratique l'athlétisme, le patinage et le basket-ball, mais par-dessus tout, elle adore dès l'âge de 11 ans emprunter le vélo de Mariana Castellanos et se promener dans le quartier.
Étant petite en taille (elle mesure 1m49) mais très charismatique dans le monde du cyclisme en Colombie, son surnom est devenu « La Pitufa » (La Schtroumpfette).
En 1985, elle remporte le premier Tour de Colombie intitulé Primera Vuelta a Colombia Femenina, gagnant six des huit étapes et terminant avec plus de cinq minutes d'avance sur sa dauphine Flor Inés López , une compétition par étapes officielle qui lance l'histoire du cyclisme féminin en Colombie. La Pitufa remporte à nouveau cette course en 1990 avec 3 min 17 s d'avance sur Ana Lucila Rodríguez. Elle monte sur la troisième marche du podium en 1992 derrière Maritza Corredor et Nelly Alba.

## Palmarès sur route
- 1985
  - Primera Vuelta a Colombia Femenina
    - Classement général
    - 2e, 3e, 4e, 5e, 6e et 7e étape
- 1987
  - 3e du championnat de Colombie sur route
- 1990
  - Tour de Colombie
  - 3e du championnat de Colombie sur route
- 1992
  - 3e du Tour de Colombie

### Résultats sur les grands tours

#### Tour de France féminin
1 participation :
- 1986 : 76e[6]

## Palmarès sur piste

### Championnats panaméricains
- Duitama 1990
  -  Deuxième du contre-la-montre par équipes (avec Adriana Muriel, Rosa Emma Rodríguez et Lucila Rodríguez)

### Jeux panaméricains
- La Havane 1991
  - Quatrième du contre-la-montre par équipes (avec Adriana Muriel, Rosa Emma Rodríguez et Nelly Alba)[7]